# Parti séculier australien
Le Parti séculier australien est un parti politique australien fondé en janvier 2006 et reconnu comme parti fédéral en 2010. Il fonde son action politique sur les principes éthiques de l'humanisme séculier et se fixe comme objectifs :
- la séparation de l'Église et de l'État en Australie ;
- la promotion du sécularisme à travers le monde ;
- la lutte pour les Droits de l'homme et la justice sociale, basée sur la dignité de chaque être humain ;
- le soutien aux libertés individuelles dans le cadre d'une démarche respectueuse de la société et de l'environnement ;
- la défense de la liberté d'expression ;
- l'adoption de politiques qui soutiennent une approche rationnelle des problèmes humains ;
- le soutien de l'utilisation de la Science pour améliorer le bien-être des hommes ;
- l'obtention et maintien des droits aujourd'hui réservés aux membres du clergé pour l'ensemble des personnes laïques ;
- l'élection au parlement australien des candidats du Parti séculier australien.

## Histoire du parti
Le Parti séculier fut officiellement créé en janvier 2006 après plusieurs mois de tractations entre différents acteurs politiques mais ne fut déclaré parti politique fédéral qu'en 2010.
En 2005, plusieurs spots télévisés furent diffusés à la télévision en prime-time, faisant notamment intervenir le fondateur du parti et vice-prédisent John Goldbaum. Le slogan de cette campagne fut "Ne laissez pas l'Église gouverner l'Australie" ("Don't let the Church govern Australia" en anglais)', attaquant ainsi la politique sociale du gouvernement de John Howard, notamment ses idées et mesures concernant l'avortement, la contraception et le mariage homosexuel.
En 2007, le parti fusionna avec le Parti de la Liberté face à la Religion, à l'idéologie politique similaire. La mention "Liberté face à la Religion" ("Freedom from Religion") fut par la suite intégré en bas du logo du Parti séculier australien,. Cette mention fut par la suite révisée pour devenir "Liberté de religion et liberté face à la religion"'.
Le parti tenta de participer aux Élections fédérales australiennes de 2007 en présentant des candidats dans chacun des États australiens. Leur slogan de campagne fut "Ne laissez pas l'Église gouverner l'Australie - Écartez la Religion des politiques". Mais le parti n'étant pas reconnu comme parti fédéral par la Commission électorale australienne, les candidats ne purent se présenter sous l'étiquette "Parti séculier australien".
En 2008 et 2009, le parti participa aux débats sénatoriaux concernant l'imposition des organisations religieuses et les discriminations basées sur les orientations religieuses.
Le 2 juillet 2009, le Parti séculier fit une demande auprès de la Commission électorale australienne pour être reconnu comme parti politique fédéral. Cette requête fut acceptée le 16 juin 2010,. 
Les Élections fédérales australiennes de 2010 furent les premières élections fédérales auxquelles put participer officiellement le parti. Il présenta alors 30 candidats à travers l'Australie, 20 pour un poste de sénateur (Sénat australien, aussi nommé Chambre Haute du Parlement d'Australie) et 11 pour le poste de représentants (Chambre des représentants d'Australie, autrement nommé Chambre Basse du Parlement Australien). Le parti n'obtint que 10 287 voix pour la Chambre des Représentants (0,1 % des suffrages exprimés) et 8 741 voix pour le Sénat (0,09 % des suffrages exprimés).
Aux Élections fédérales australiennes de 2013, il obtint 4 834 voix pour la Chambre des Représentants (0,04 % des suffrages exprimés) et 12 698 voix pour le Sénat (0,09 % des suffrages exprimés).

## Positionnements politiques
Le Parti séculier considère que les lois en vigueur en Australie dépendent encore trop de considérations religieuses et estime que le peuple australien est demandeur d'une réorientation de cette situation à travers l'application d'une réforme séculaire, c'est-à-dire où les Églises ne seraient pas mieux traitées que les laïques (fiscalement notamment),.
Le parti souhaite donc : 
- La séparation constitutionnelle de l'Église et de l'État
- La liberté d'avorter
- Reconnaissance du mariage homosexuel[13]
- Reconnaissance des familles homoparentales
- Développement des cours portant sur l'éducation sexuelle et la contraception
- Développement d'une éducation contre l'homophobie
- Pas d'exception aux lois relatives aux discriminations pour les établissements religieux (scolaires ou professionnels)
- Droit à l’euthanasie
- Recherche sur les cellules souches
- Procréation médicalement assistée pour les couples lesbiens
- La levée des restrictions aux recherches scientifiques dues à des considérations religieuses

En parallèle, le parti s'oppose : 
- A la censure
- A la faible imposition des organisations religieuses
- Au soutien du gouvernement aux écoles religieuses
- Aux restrictions vestimentaires religieuses dans les écoles
- La formation religieuse des enfants
- Toutes formes de régimes politiques basées sur la religion (dont les théocraties)
- La charia